# BREAKTHROUGH (GRAPEVINEの曲)
『BREAKTHROUGH』（ブレイクスルー）は、GRAPEVINEの16枚目のシングルである。2004年3月3日発売。

## 解説
- 前作から約4か月でのリリース。
- 楽曲は『イデアの水槽』と同時期に作られていた。「今までに無いシングルになりそうなので置いておいた（田中）」という。
- 2週間後にリリースされたシングルコレクション『Chronology〜a young person's guide to Grapevine〜』の先行シングルとなった。

## 収録曲
1. BREAKTHROUGH（作詞：田中和将 / 作曲：亀井亨）
バンドのシングルでは唯一のオリジナルアルバム未収録となっている。
歌詞には「イデアの水槽」（「アイデアのスウィートソウル」と言い換えている）、「スロウ」といった、バンドの過去の作品名が書かれている。
2. リアリティ（作詞：田中和将 / 作曲：亀井亨）